# Vol China Airlines 204
Le 26 octobre 1989, le vol China Airlines 204, assurait par un Boeing 737-200 de la compagnie China Airlines, s'est écrasé sur une montagne après le décollage de l'aéroport de Hualien, à Taïwan. L'accident n'a laissé aucun survivant parmi les 54 passagers et membres d'équipage à bord de l'avion.

## Avion
L'appareil était un Boeing 737-209, immatriculé B-180, qui a volé pour la première fois le 3 décembre 1986 et a été livré à China Airlines deux semaines plus tard.

## Accident
Le vol 204 a quitté l'aéroport de Hualien, pour un vol régional court-courrier, vers l'aéroport international de Taoyuan (anciennement aéroport international de Chiang Kai-shek) sur l'île de Taiwan, avec 47 passagers et 7 membres d'équipage à bord. Dix minutes après le décollage, l'avion est entré en collision avec une montagne dans la chaîne de Chungyang, à une altitude d'environ 2100 mètres, à 5,5 km au nord de l'aéroport. Les 54 passagers et membres d'équipage ont tous était tués sur le coup.

## Enquête
La principale cause de l'accident a été déterminée comme étant une erreur de pilotage, car le commandant, pourtant expérimenté (15 ans de service chez China Airlines) et un copilote novice ont décollé de la mauvaise piste, une erreur aggravée par le personnel du contrôle aérien, qui n'a pas réussi à repérer l'erreur. L'avion a ensuite effectué la procédure de montée vers son altitude de croisière et, par conséquent, l'avion a effectué un virage à gauche vers les montagnes plutôt qu'un virage à droite vers la mer, ce qui l'a conduit droit vers la collision avec le relief.